# 珀金斯維爾 (亞利桑那州)
珀金斯維爾（英語：Perkinsville）是位於美國亞利桑那州亞瓦派縣的一個非建制地區。該地的面積和人口皆未知。

## 地理
珀金斯維爾的座標為34°54′06″N 112°11′29″W / 34.90167°N 112.19139°W，而該地的平均海拔高度為1166米（即3825英尺）。